# منتخب الرأس الأخضر لكرة اليد
منتخب الرأس الأخضر لكرة اليد هو الممثل الرسمي لدولة الرأس الأخضر في لعبة كرة اليد.